# واجب
الواجب هو مصطلح يحمل معنى الالتزام الأخلاقي أو التعهد والالتزام لشخص ما بشيء ما. وينبغي أن يتحقق الالتزام الأخلاقي في التصرفات فهو ليس مسالة شعور غير فعال أو مجرد تقدير ولكن عندما يدرك الشخص ما هو واجب عليه فعله، فهو يسعى لتحقيقه دون النظر لمصلحته الشخصية، وهذا لا يعني أن العيش بأسلوب «الواجب» يحول دون التمتع بحياة الرفاهية ولكن يستلزم الوفاء به غالباً بعض التضحيات المباشرة بالمصلحة الشخصية، وعادة ما ترتبط مطالب العدالة والشرف والسمعة بمعنى الواجب ارتباطًا عميقًا.

## مفهوم الواجب
ناقش شيشرون، وهو فيلسوف قديم، معنى الواجب في عمله "In duty" «في الواجب» حيث يشير إلى أن الالتزامات تأتي من أربعة مصادر مختلفة:
1. كونك إنسان.
2. مكانة الفرد ومنصبه في الحياة (عائلته، وطنه، عمله)
3. شخصية الفرد
4. التوقعات الأخلاقية الفردية بالنسبة للفرد نفسه.

وناقشت العديد من المدارس الفكرية مفهوم فكرة الواجب، فعرّف العديد واجب البشرية بمنظورهم الخاص في حين رفض بعض الفلاسفة على الإطلاق الشعور بالواجب. فالواجب يجب أن يكون معروفاً ومفهوماً على أساس معرفة الفرد وحسه، لذلك فإن قيم الواجب ومظاهره تختلف من ثقافة إلى أخرى ومن جهة أخرى، فيمكن للواجب أن ينظر إليه كمصطلح للاستشارة أو الوصف الوظيفي أو السلوك وما إلى ذلك لكن الواجب ليس فقط عن فعل الأشياء بالطريقة الصحيحة بل عن فعل الشيء الصحيح.

## مفهوم الواجب في الإسلام
وهو مصطلح إسلامي شرعي، المقصود به الإلزام، فإذا قيل: الصلاة واجبة، أي يلزم فعلها. ولا فرق بين الفرض وبين الواجب عند جمهور الأئمة خلافاً لمذهب الحنفية، حيث اعتبروا الإلزام بالواجب أقل رتبة من الإلزام بالفرض.

### الواجب في أصول الفقه
معنى كلمة واجب في علم أصول الفقه مرادف لمعنى الفرض خلافا لمذهب أبي حنيفة، باعتبار:
1. أن الفرض عينا أو كفاية هو: الواجب علماً وعملاً ويضبط بما يلي:
  1. أنه يفيد معنى الإلزام أي: (الحتمية)
  2. أنه معلوم من الدين بالضرورة.
  3. أن دليله قطعي الثبوت.
  4. أن العمل بمقتضاه: لازم بالإجماع.
2. أن الواجب عينا أو كفاية هو: «الفرض عملا لا علما»

فليس من المعلوم بالضرورة، ودليله غير قطعي، مثل: صلاة الوتر، فهي واجب لا بالإجماع، بل برجحان الدليل عند القائل بالوجوب.

### الواجب المضاف لحكم شرعي
الواجب المضاف لحكم شرعي، في علم الفقه مثل: واجبات الصلاة وواجبات الحج.

### الواجب الصناعي
مثل قول النحاة: يجب رفع الفاعل ونصب المفعول، أو حذف حرف العلة لدخول الجازم.

## الواجب المدني
غالبا ما يفهم الواجب على أنه ما يدين به الشخص لبلاده (الوطنية) أو لموطنه أو لمجتمعه فالواجب المدني من الممكن أن يشمل:
1. المسارعة لمساعدة ضحايا الحوادث وجرائم الشوارع والحضور كشاهد لاحقاً في المحكمة.
2. إبلاغ سلطات الصحة العامة عن الأمراض المعدية أو الأوبئة.
3. التصويت أو الوقوف في الانتخابات ومواكبة القضايا الحالية.
4. دفع الضرائب.
5. التطوع للخدمات العامة (مثل تدريبات الإنقاذ)
6. التبرع بالدم.

## واجب الأبناء

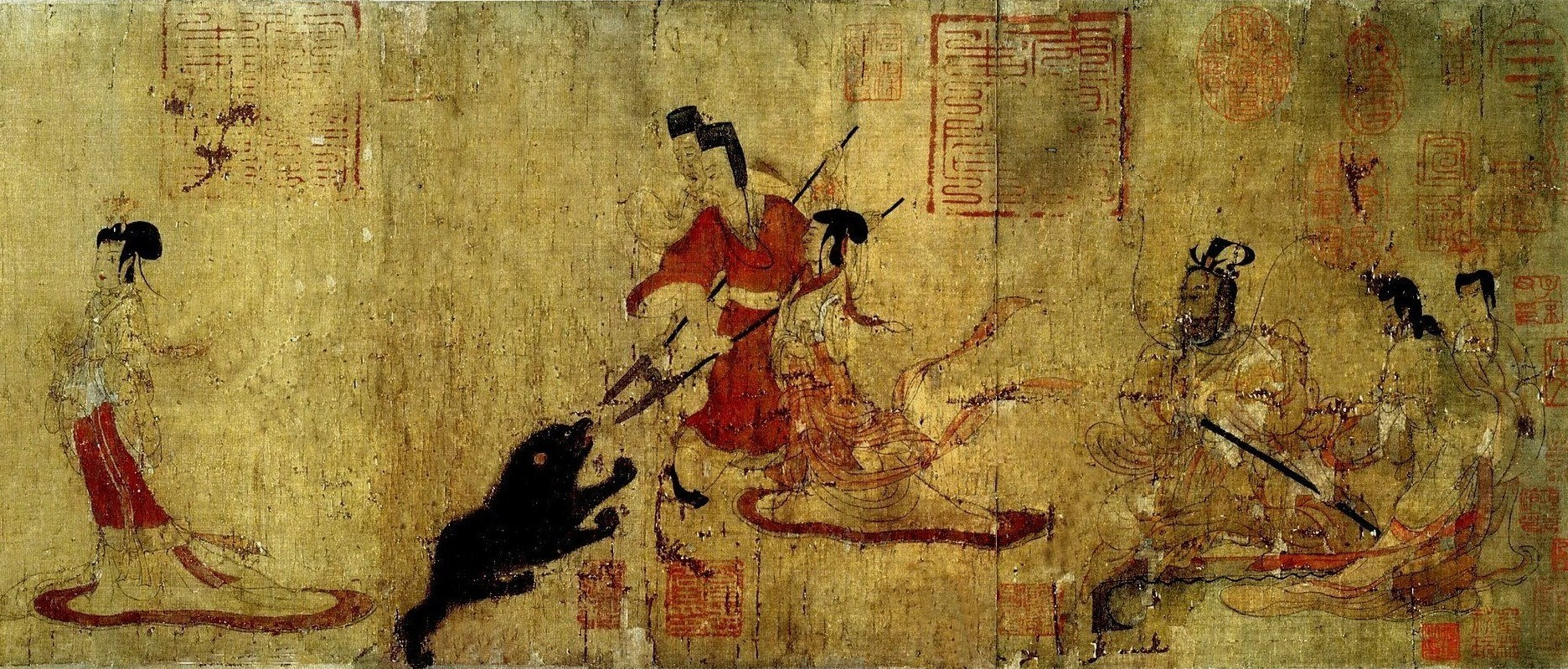
السيدة فانج والدب

يتوقع في أغلب الثقافات من الأطفال تحمل الواجبات المتعلقة بالأسرة، وقد يكون هذا شكل من أشكال التمسك بمركز العائلة بنظرة المجتمع، فحضور الزيجات التقليدية التي تفيد مركز العائلة أو رعاية أقارب المريض تعد في تصنيف الواجبات العائلية الجانب الرئيسي لتعاليم كونفوشيوس فعلى هذا النحو قد لعبت واجبات طاعة الوالدين دورًا مهمًا في حياة الناس في شرق آسيا لعدة قرون. على سبيل المثال لوحة السيدة فينغ والدب من الصين القديمة، تصور اللوحة الفعل البطولي من حرم الإمبراطور حيث وضعت نفسها بين زوجها ودبٍ هائج وتهدف هذه اللوحة إلى اعتبارها مثالاً مبهرًا لطاعة الوالدين. وتعد طاعة الوالدين مهمة جداً، وفي بعض الحالات فإنها تفوق الفضائل الأخرى. فهنا احدث مثال على ذلك «يحفز الاهتمام بطاعة الوالدين النساء عمومًا على الانخراط في العمل في المصانع في كوريا واليابان وتايوان وماليزيا وسنغافورة وإندونيسيا، وفي أماكن أخرى من آسيا حيث يعتمدون على المومسات التايلنديات كأحد المقومات الأساسية لصناعة الجلد». يمكن أن يعبر عن أهمية طاعة الوالدين في هذا الاقتباس «من محاورات كونفوشيوس» حيث قال يو تزو «ومن النادر لرجل مثل شخصيته جيد كأبن ومطيع كرجل يافع بأن يملك الرغبة في الاعتداء على رؤسائه. وإنه من الغريب أن لديه الرغبة إلى أن يميل لبدء التمرد. فالرجل النبيل يكرس جهوده للجذور. وعندما تؤسس الجذور فهي الطريقة التي سوف ينمون منها، كونك جيد كابن مطيع، كرجل يافع، هي ربما الجذور لشخصية الرجل».

## الواجب في مختلف الثقافات
يختلف الواجب باختلاف الثقافات والقارات ففي آسيا وأمريكا اللاتينية، يكون للواجب قدر كبير أكثر مما هو عليه في الثقافات الغربية. ووفقًا لدراسة أجريت عن السلوك نحو الالتزامات العائلية:
«يمتلك المراهقون من آسيا وأمريكا اللاتينية قيم أقوى وتوقعات أكبر بشأن واجبهم لمساعدة واحترام ودعم أسرهم من أقرانهم ذوي الخلفية الأوربية»
وتساهم التقاليد ذات الجذور العريقة المتعلقة بالواجب في كل من ثقافة آسيا وأمريكا اللاتينية بالإحساس القوي بالواجب مقارنة بالثقافة الغربية، فقد ناقش ميشيل بليت جوانب من الواجب في كتابه «الجنس وسياسات الجسم في آسيا الحديثة»
«مفاهيم طاعة الأبناء... غالبًا ذريعة لحشد ولاءات الأطفال وقوة عملهم ومصادر أخرى للسعي لمصالح مزعومة لأهل البيت أو الأسرة، وفي بعض الحالات لأهل العشيرة ككل...المذهب في طاعة الأبناء..التوافق معهم من الممكن أن يكون مصدرًا عظيمًا للراحة والسلوى لكبار السن، ولكن يمكن أيضا أن تكون مجهدة أو قمعية أو كلاهما، للذين يستمتعون بتشريف آبائهم (وأجدادهم) تمنيات وتوقعات غير مصرح بها.»
والزواج التقليدي هو مثال لواجب متوقع في آسيا والشرق الأوسط، فالزواج التقليدي المتعلق بالواجب يتوقع فيه من الزوجة أن تتنقل للعيش مع أسرة الزوج لتربي الأبناء. ونادرًا ما ينتقل الرجل للعيش مع المرأة أو أن يسمح بأن ينتقل الزوجين للعيش وحدهم لبدء بناء أسرتهم وحياتهم في مكان آخر فهم يحتاجون أن يمدوا يد العون لكل العائلة في العمل والعناية بالمزارع والعائلة. أما الأجيال الأكبر سناً فهي تعتمد بشكل كبير على مساعدة أبنائها وأحفادها وهذا النمط من الواجب هو استجابة للحفاظ على نسب العائلة والالتزام باحتياجات كبار السن.

## انتقادات لمفهوم الواجب

### نتشيه
فريدريش نيتشه هو من بين أكثر النقاد وضوحًا في مفهوم الواجب، فقد طرح سؤالًا "ما الذي يمكن أن يدمر الرجل أسرع من العمل أو التفكير أو الشعور من غير ضرورة داخلية ومن غير حاجة شخصية ملحة ومن غير لذة فيصبح مجرد إنسان آلي غير "الواجب"؟؟ (كتاب The Antichrist ص 11)
يزعم نيتشه أن مهمة جميع المتعلمين تعليمًا عاليًا هي «تحويل الرجال إلى آلات.» وطريقة تحويل الرجال إلى آلات هي بتعليمهم كيفية تحمل الملل. ويتم تحقيق هذا من خلال مفهوم الواجب. (Twilight of the Idols, “Skirmishes of an untimely man” § 9.29)